# 馬梅盧科
馬梅盧科，是葡萄牙語對歐洲人和美洲原住民後代的稱呼，在西班牙語稱麥士蒂索人,即葡萄牙人與印第安人的混血兒。
在17世紀和18世紀，馬梅盧科也被用來指來自巴西殖民地的有組織的探險隊，即是巴西奴隶猎取队，他們從大西洋附近的聖保羅出發，漫遊到巴西的中部和巴拉圭內陸，入侵瓜拉尼人定居點尋找奴隸和黃金。
這字得自阿拉伯語馬木路克，即埃及的欽察突厥奴隸蘇丹。